# 2010년 동계 올림픽 모나코 선수단
2010년 동계 올림픽 모나코 선수단은 캐나다 밴쿠버에서 개최된 2010년 동계 올림픽에 참가한 올림픽 모나코 선수단이다.

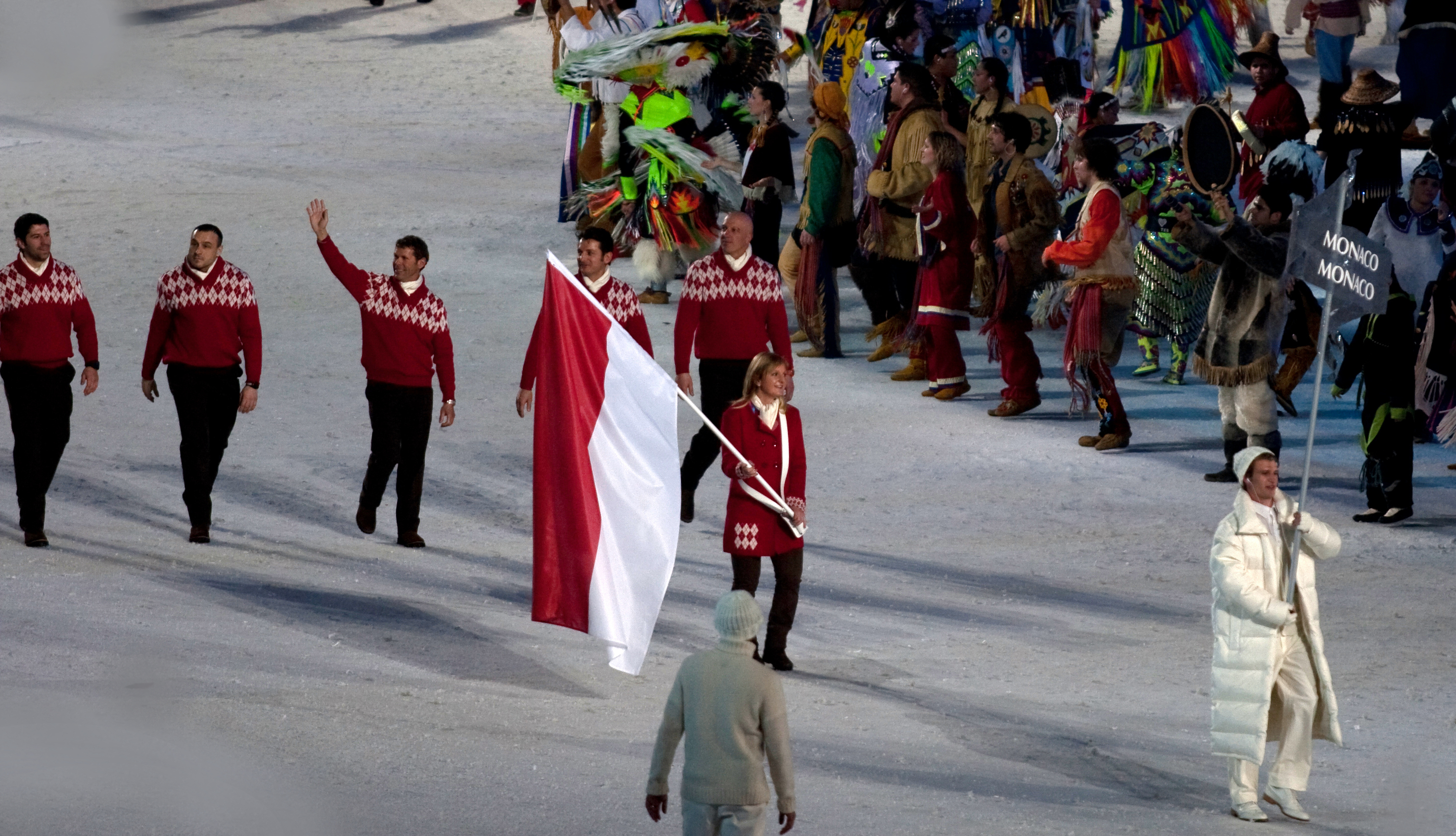
모나코 선수단이 입장하는 모습

## 알파인 스키
| 선수              | 종목            | 시간    | 순위 |
| ----------------- | --------------- | ------- | ---- |
| 알렉상드라 콜레티 | 여자 활강       | 1:48.92 | 24   |
| 알렉상드라 콜레티 | 여자 슈퍼대회전 | 1:24.56 | 25   |
| 알렉상드라 콜레티 | 여자 대회전     | DNF     |      |
| 알렉상드라 콜레티 | 여자 복합       | 2:13.81 | 19   |

## 봅슬레이
남자 4인승
- 세바스티앵 가튀조
- 파트리스 세르벨
- 제레미 보탱
- 앙토니 리날디